# Diocesi di Patti

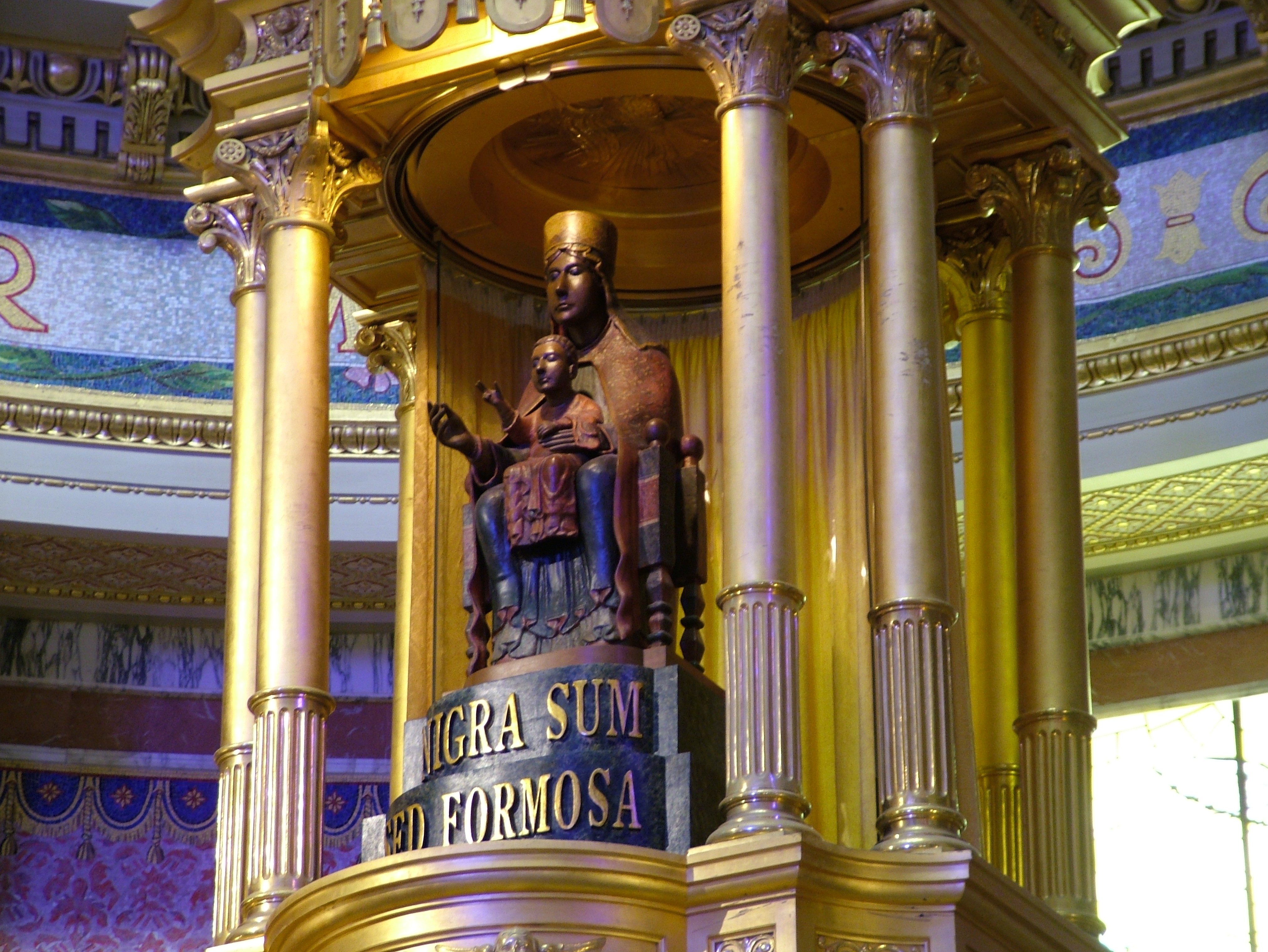
La statua della Madonna nera conservata nel santuario diocesano di Tindari.

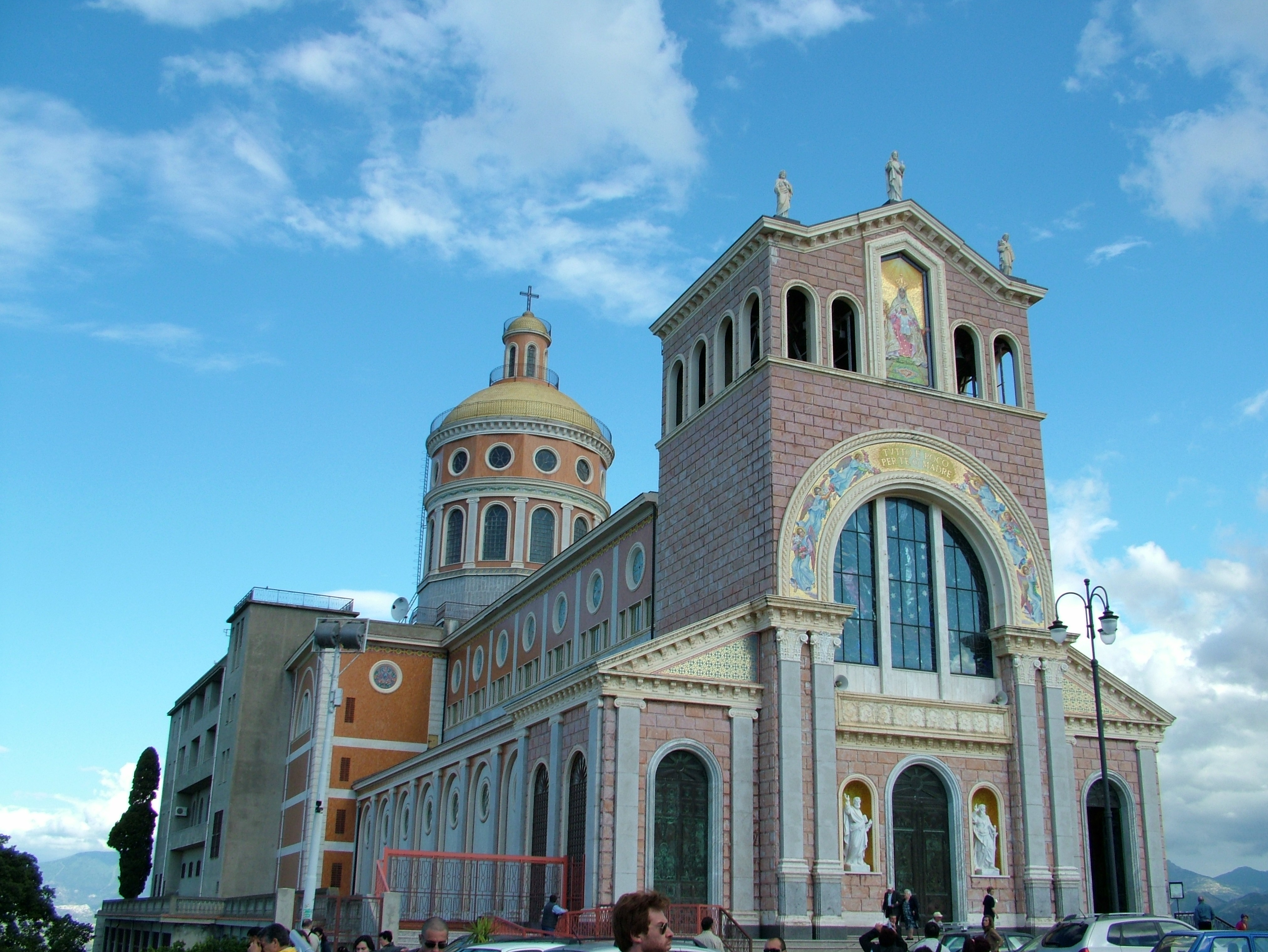
Il santuario di Tindari.

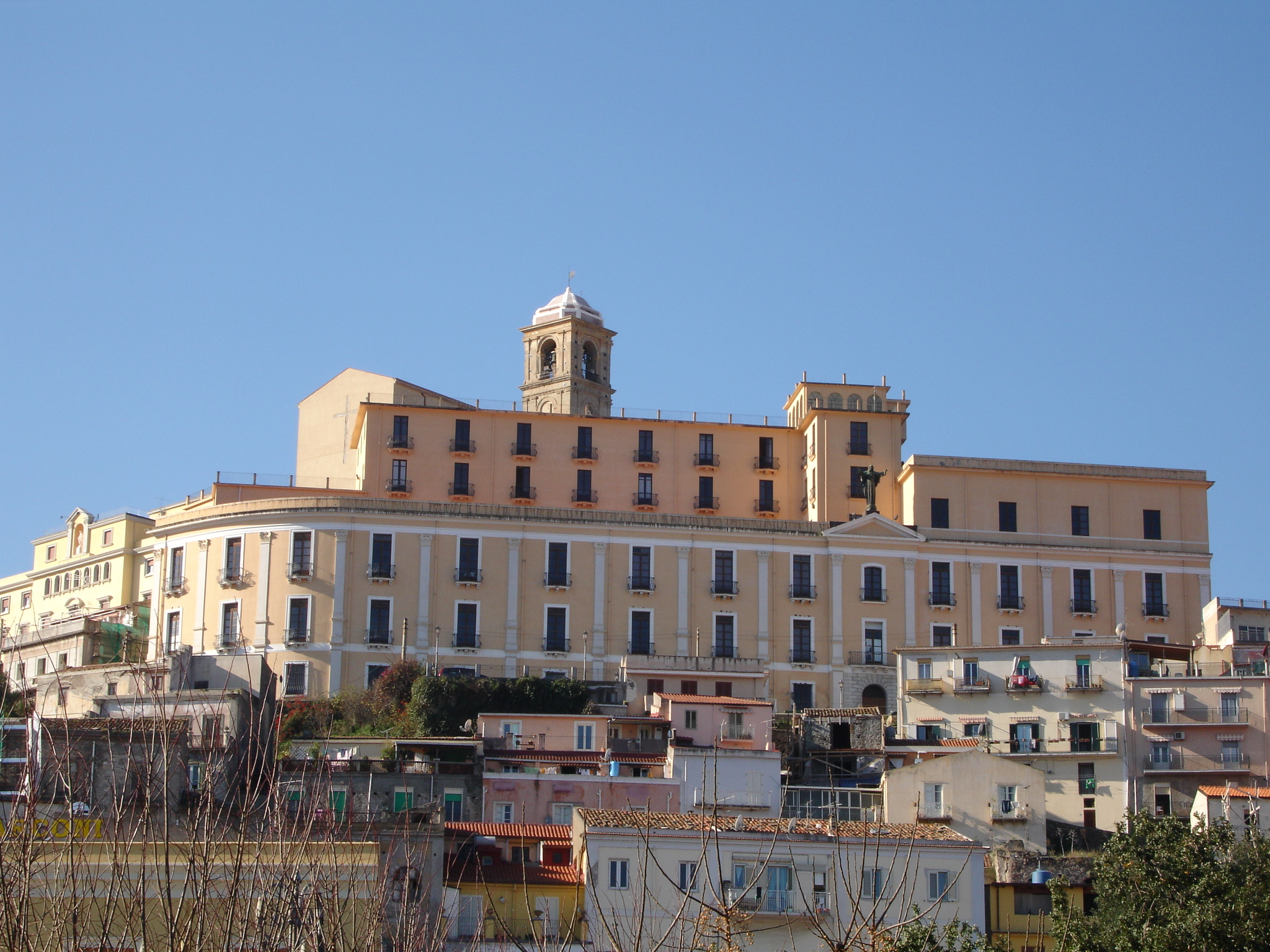
Il seminario diocesano.

La diocesi di Patti (in latino Dioecesis Pactensis) è una sede della Chiesa cattolica in Italia suffraganea dell'arcidiocesi di Messina-Lipari-Santa Lucia del Mela appartenente alla regione ecclesiastica Sicilia. Nel 2023 contava 161.170 battezzati su 166.270 abitanti. È retta dal vescovo Guglielmo Giombanco.

## Territorio
La diocesi comprende la città di Patti e altri 41 comuni della città metropolitana di Messina: Acquedolci, Alcara Li Fusi, Brolo, Capizzi, Capo d'Orlando, Capri Leone, Caronia, Castel di Lucio, Castell'Umberto, Cesarò, Ficarra, Floresta, Frazzanò, Galati Mamertino, Gioiosa Marea, Librizzi, Longi, Militello Rosmarino, Mirto, Mistretta, Montagnareale, Motta d'Affermo, Naso, Oliveri, Pettineo, Piraino, Raccuja, Reitano, San Fratello, San Marco d'Alunzio, San Piero Patti, San Salvatore di Fitalia, San Teodoro, Sant'Agata di Militello, Sant'Angelo di Brolo, Santo Stefano di Camastra, Sinagra, Torrenova, Tortorici, Tusa e Ucria. Confini naturali della diocesi sono la fascia tirrenica che va da Oliveri a Tusa, per una lunghezza di circa 102 chilometri, e la catena montuosa dei Nebrodi.
Sede vescovile è la città di Patti, dove si trova la basilica cattedrale di San Bartolomeo, un antico edificio ad unica navata all'interno del quale sono custodite oltre al simulacro e al reliquiario di santa Febronia, anche la tomba in stile rinascimentale della regina Adelasia del Vasto, moglie del gran conte Ruggero I d'Altavilla. Sempre a Patti è presente la concattedrale dei Santi Martiri del XX secolo, consacrata nel 2012. Nel territorio diocesano sorge anche l'importante santuario mariano di Tindari, basilica minore.

### Vicariati e parrocchie
Il territorio si estende su 1.648 km² ed è suddiviso in 84 parrocchie, raggruppate in 6 vicariati foranei.
- Vicariato foraneo di Patti, che comprende le parrocchie di Patti, Montagnareale, Oliveri, Gioiosa Marea, San Piero Patti e Librizzi.
- Vicariato foraneo di Brolo, che comprende le parrocchie di Brolo, Ficarra, Gioiosa Marea, Piraino, Raccuja, Sant'Angelo di Brolo, Sinagra e Ucria.
- Vicariato foraneo di Capo d'Orlando, che comprende le parrocchie di Capo d'Orlando, Castell'Umberto, Naso, San Salvatore di Fitalia e Tortorici.
- Vicariato foraneo di Rocca di Capri Leone, che comprende le parrocchie di Capri Leone, Frazzanò, Galati Mamertino, Longi, San Marco d'Alunzio e Torrenova.
- Vicariato foraneo di Sant'Agata di Militello, che comprende le parrocchie di Sant'Agata di Militello, Acquedolci, Alcara Li Fusi, Cesarò, Militello Rosmarino, San Fratello e San Teodoro.
- Vicariato foraneo di Santo Stefano di Camastra, che comprende le parrocchie di Santo Stefano di Camastra, Capizzi, Caronia, Castel di Lucio, Castel di Tusa, Mistretta, Motta d'Affermo, Pettineo, Reitano, Torremuzza-Villa margi e Tusa.

## Storia
Le origini della diocesi di Patti, erede dell'antica diocesi di Tindari, eretta all'inizio del VI secolo, risalgono alla fine dell'XI secolo, quando il conte Ruggero intraprese la riconquista della Sicilia sottraendola agli arabi. Ruggero fondò a Patti l'abbazia benedettina intitolata al Santissimo Salvatore (prima di marzo 1094), che fu unita a quella che il medesimo aveva fondato sull'isola di Lipari, di modo che le due abbazie furono governate da un solo abate, Ambrogio, benché avessero distinti priori.
Il 14 settembre 1131 l'antipapa Anacleto II, con l'appoggio di Ruggero II, eresse in vescovato le due abbazie, nominando come vescovo l'abate Giovanni. Questi atti furono tuttavia abrogati da papa Innocenzo II nel 1139, nel corso del secondo concilio lateranense, ed il vescovo Giovanni fu deposto.
Nel 1157 papa Eugenio III eresse le diocesi di Patti e di Lipari, unite aeque principaliter, e nominò il primo vescovo, Gilberto. Papa Alessandro III nel 1166 assoggettò le due diocesi alla sede metropolitana di Messina.
Nel XIV secolo Lipari e Patti entrarono a far parte di due entità politiche diverse, il regno di Napoli e il regno di Sicilia, cosa che portò inevitabilmente alla separazione delle due diocesi. Infatti, l'unione rimase fino al 18 aprile 1399, quando papa Bonifacio IX, con il breve Dudum ex certis, separò le due diocesi e trasferì il vescovo Francesco Gattolo alla sede di Lipari, e nominò Francesco Hermemir per la sede di Patti. Con un'altra bolla, lo stesso papa dovette determinare i possedimenti di ciascuno, sui quali i due prelati avevano trovato modo di litigare. Con queste decisioni la diocesi di Patti comprendeva i centri di Patti, Gioiosa, Librizzi, Montagnareale e Sorrentini e parte del territorio di San Salvatore di Fitalia.
Nel 1588 il vescovo Gilberto Isfar y Corillas, assegnando una rendita stabile per l'educazione dei chierici, istituì il seminario diocesano, anche se l'atto di fondazione fu promulgato il 16 dicembre 1656 dal vescovo Ludovico Alfonso de Los Cameros. Nel 1865 due terzi dell'edificio del seminario furono incamerati dallo stato, che si appropriò anche di quattro conventi di Patti, per adibirli a scuole, caserme e cimitero. Solo nel 1924 il vescovo Ferdinando Fiandaca vinse una causa civile e riottenne parte degli edifici sequestrati.
 Fino all'abolizione del feudalesimo in Sicilia i vescovi di Patti esercitavano, su larga parte del territorio della diocesi, i diritti e i doveri di signore feudale, potendosi fregiare anche dei titoli di gran castellano di Patti, barone di Gioiosa Guardia, principe o dinasta del Santissimo Salvatore e conte di Librizzi. In età normanna, sveva ed angioina, come si evince dalla ricca documentazione dell'archivio storico diocesano, la diocesi di Patti possedeva un cospicuo patrimonio immobiliare e terriero non solo nella città episcopale e nella diocesi, ma nell'intera isola.
Tra i vescovi di Patti si possono ricordare: san Pietro Tommaso (1354-1359), che ebbe importanti incarichi di pacificazione tra i principi cristiani; Arnaldo Albertin (1534-1544), che indisse il primo sinodo diocesano nel 1537; Bartolomé Sebastián de Aroitia (1549-1567) e Gilberto Isfar y Corillas (157-1600), che furono tra i principali vescovi attuatori delle riforme introdotte dal concilio di Trento; Michelangelo Celesia (1860-1871), che a causa dei dissidi con il governo italiano non poté mai prendere possesso della diocesi; Antonio Mantiero, che per un breve periodo (1935-1936) assommò anche la carica di prelato di Santa Lucia del Mela.
Con bolla di papa Pio VII del 22 marzo 1822, divenuta esecutiva nel 1824, la diocesi ingrandì notevolmente il proprio territorio con l'annessione di ventiquattro centri abitati sottratti all'arcidiocesi di Messina. Ulteriori annessioni furono effettuate nel 1844 con dieci abitati provenienti dalle diocesi di Cefalù (Castelluccio, Mistretta, Motta d'Affermo, Pettineo, Reitano, Santo Stefano di Camastra, Tusa) e di Nicosia (Capizzi, Cesarò, San Teodoro). Da allora il territorio diocesano è rimasto immutato.
Giovanni Previtera, vescovo di Patti dal 1888 al 1903, commissionò e sovvenzionò la ristrutturazione dell'antico santuario mariano di Tindari, i cui lavori furono completati dopo la sua morte. Fondò l'istituto della Sacra Famiglia per l'educazione di giovani fanciulle e la Banca Cattolica di Patti per la promozione del microcredito e l'assistenza sociale. Fondò la rivista "Il tindari".
Il 12 giugno 1988 la diocesi ha ricevuto la visita pastorale di papa Giovanni Paolo II.

## Santi della diocesi e patroni
- San Bartolomeo Apostolo, patrono principale della diocesi
- Santa Febronia, vergine e martire, patrona della città di Patti
- Santi Alfio, Filadelfio e Cirino, martiri, patroni di San Fratello
- San Benedetto da San Fratello, religioso, patrono di Acquedolci
- San Calogero, eremita, patrono di San Salvatore di Fitalia e di Cesarò
- San Cono da Naso, anacoreta, patrono di Naso
- San Lorenzo da Frazzanò, sacerdote, patrono di Frazzanò
- San Nicolò Politi, eremita, patrono di Alcara li Fusi
- San Pietro Tommaso, vescovo di Patti
- San Felice da Nicosia, religioso, compatrono di Mistretta
- Santa Marina Pandarita da Castania, antica patrona di Castania (oggi Castell'Umberto)
- Maria Santissima del Tindari (Patrona di Patti, in particolare di Tindari)
- Immacolata Concezione (Padrona di Landro di Gioiosa Marea)
- San Teodoro (Martire padrono di Sorrentini)
- San Giorgio Martire (Padroni di San Giorgio di Gioiosa Marea)

## Cronotassi dei vescovi
Si omettono i periodi di sede vacante non superiori ai 2 anni o non storicamente accertati.
- Giovanni I, O.S.B. † (1131 - 1139 deposto) (antivescovo)

- Gilberto † (1157 - dopo il 1166)
- Stefano, O.S.B. † (prima del 1179 - dopo il 1201)[10]
- Anselmo, O.S.B. † (prima di marzo 1207 - dopo il 1216)
- P., O.S.B. † (1219) (vescovo eletto)[11]
- Giacomo † (prima di ottobre 1221 - 25 settembre 1225 nominato arcivescovo di Capua)[12]
- Pagano † (prima del 22 settembre 1229 - ?)[13]
- Gregorio Mustazio di Messina † (circa 1232/1233) (vescovo eletto)
- Pandolfo I † (prima di febbraio 1235 - dopo il 1244)[14]
- Filippo † (prima di maggio 1247 - circa aprile-maggio 1255 deceduto) 
  - Matteo Aldigerio † (28 agosto 1255 - 4 novembre 1256) (amministratore apostolico intruso)
  - Leone de Pando † (menzionato nel 1260) (amministratore apostolico intruso)
  - Bonconte di Pendenza † (3 settembre 1261 - 16 settembre 1265 dimesso) (vescovo intruso)
- Bartolomeo Varelli di Lentini, O.P. † (5 gennaio 1254[15] - dopo il 27 settembre 1283 deceduto)[16]
  - Matteo (Aldigerio ?) † (menzionato nel 1284) (amministratore apostolico)
- Pandolfo II † (25 febbraio 1286 - dopo il 1296 deceduto)
- Giovanni II † (31 gennaio 1304 - 1324 deceduto)
- Pietro I, O.P. † (prima del 1325 - ?)
  - Francesco di Pietro † (1342 - ?) (vescovo eletto)[17]
- Vincenzo, O.F.M. † (27 novembre 1342 - 1346 deceduto)
- Pietro II, O.F.M. † (15 febbraio 1346 - 21 gennaio 1354 deceduto)
- San Pietro Tommaso, O.Carm. † (16 novembre 1354 - 10 maggio 1359 nominato vescovo di Corone)
- Giovanni Graffeo, O.F.M. † (17 luglio 1360 - ? deceduto)
- Ubertino da Corleone, O.F.M. † (28 novembre 1373 - 1386 deposto)
- Francesco, O.P. † (30 maggio 1386 - 18 marzo 1388 nominato vescovo di Mazara del Vallo)
- Ubertino da Corleone, O.F.M. † (16 maggio 1390 - 18 agosto 1397 nominato vescovo di Gaeta) (per la seconda volta)[18]
- Francesco Gattolo † (18 dicembre 1397 - 18 aprile 1399 nominato vescovo di Lipari)
- Francesco Hermemir † (12 maggio 1399 - 1400 deceduto)
- Paolo Oleni † (18 luglio 1401 - 26 giugno 1402 nominato arcivescovo di Oristano)
- Filippo Ferrerio o de Ferrario, O.Carm. † (8 luglio 1402 - 4 luglio 1414 nominato vescovo di Agrigento)
- Matteo di Catania, O.P. † (4 luglio 1414 - maggio 1431 deceduto)
  - Antonio Stabile, O.F.M. † (1431 - 1434 deposto) (antivescovo)
  - Archito di Ventimiglia, O.F.M. † (31 marzo 1432 - ? deceduto) (amministratore apostolico)
- Giovanni Notarbartolo † (3 ottobre 1435 - 1437 deceduto)
- Giacomo Porzio † (18 dicembre 1437 - 21 aprile 1449 nominato arcivescovo di Messina)
  - Francesco Meloni † (? - 4 giugno 1449 nominato vescovo di Bosa) (vescovo eletto)
- Leonardo Goto † (20 febbraio 1450 - ottobre 1450 deceduto)
- Corrado Caracciolo † (3 dicembre 1451 - 1478 deceduto)
- Giacomo di Santa Lucia, O.F.M. † (7 luglio 1480 - circa 1482 deceduto)
- Juan de Aragón y Navarra † (24 ottobre 1482 - 1º ottobre 1484 nominato vescovo di Huesca)
- Giacomo Antonio Leofanti † (9 febbraio 1486 - gennaio 1494 deceduto)
- Juan Marques, O.P. † (16 giugno 1494 - aprile 1499 deceduto)
- Miguel de Figueroa † (4 settembre 1500 - 10 maggio 1517 deceduto)
- Francisco de Urríes † (21 giugno 1518 - 8 giugno 1534 nominato vescovo di Urgell)
- Arnaldo Albertin † (12 settembre 1534 - 7 ottobre 1544 deceduto)
- Gerolamo Sigismondi, O.S.B. † (14 dicembre 1545 - 1548 deceduto)
- Bartolomé Sebastián de Aroitia † (9 gennaio 1549 - 1º ottobre 1567 nominato arcivescovo di Tarragona)
- Antonio Maruriño de Pazos y Figueroa † (17 settembre 1568 - 29 ottobre 1578 dimesso)
- Gilberto Isfar y Corillas † (23 gennaio 1579 - 15 aprile 1600 deceduto)
- Bonaventura Secusio, O.F.M. † (30 aprile 1601 - 17 agosto 1605 nominato arcivescovo di Messina)
- Juan de Rada, O.F.M. † (16 gennaio 1606 - prima del 6 gennaio 1609 deceduto)
- Vincenzo Napoli † (2 dicembre 1609 - 23 agosto 1648 deceduto)
- Ludovico Ridolfi † (19 luglio 1649 - 28 ottobre 1649 deceduto)
- Luca Conchiglia † (27 febbraio 1651 - ottobre 1652 deceduto)
- Ludovico Alfonso de Los Cameros † (12 gennaio 1654 - 16 ottobre 1656 nominato arcivescovo di Monreale)
- Simone Rau e Requesens † (8 luglio 1658 - 20 settembre 1659 deceduto)
- Ignazio d'Amico † (31 luglio 1662 - 15 dicembre 1666 nominato vescovo di Agrigento)
- Giovanni Antonio Geloso † (17 giugno 1669 - 3 novembre 1669 deceduto)
- Vincenzo Maffia, O.P. † (20 aprile 1671 - 16 novembre 1674 deceduto)
- Antonio Bighetti † (28 marzo 1678 - maggio 1678 deceduto)
  - Vincenzo Paternò Cilestri † (1678 - 1678 deceduto) (vescovo eletto)[19]
- Francesco Martinelli † (22 gennaio 1680 - 3 aprile 1681 deceduto)
- Matteo Fazio, O.P. † (26 gennaio 1682 - 6 settembre 1692 deceduto)
- Giuseppe Migliaccio † (18 maggio 1693 - 24 novembre 1698 nominato arcivescovo di Messina)
- Francesco Girgenti, C.O. † (11 aprile 1699 - circa 1701 deceduto)
- Ettore Algaria † (17 dicembre 1703 - 24 luglio 1713 deceduto)
  - Sede vacante (1713-1723)
- Pietro Galletti † (30 agosto 1723 - 28 novembre 1729 nominato vescovo di Catania)
- Giacomo Bonanno, C.R. † (5 maggio 1734 - 28 maggio 1753 nominato arcivescovo di Monreale)
- Girolamo Gravina, C.R. † (10 dicembre 1753 - 17 aprile 1755 deceduto)
- Carlo Mineo † (16 febbraio 1756 - 7 settembre 1771 deceduto)
- Salvatore Pisano † (14 dicembre 1772 - 14 maggio 1781 deceduto)
- Raimondo Moncada, C.R. † (25 febbraio 1782 - 18 settembre 1813 deceduto)
  - Sede vacante (1813-1816)
- Silvestro Todaro, O.F.M.Conv. † (22 luglio 1816 - 21 aprile 1821 deceduto)
- Nicolò Gatto † (17 novembre 1823 - 31 dicembre 1831 deceduto)
- Giuseppe Saitta † (30 settembre 1833 - 20 giugno 1838 deceduto)
  - Sede vacante (1838-1844)
- Martino Orsino † (25 luglio 1844 - 8 febbraio 1860 deceduto)
- Michelangelo Celesia, O.S.B. † (23 marzo 1860 - 27 ottobre 1871 nominato arcivescovo di Palermo)
- Carlo Vittore Papardo, C.R. † (27 ottobre 1871 - 22 novembre 1874 deceduto)
- Giuseppe Maria Maragioglio, O.F.M.Cap. † (15 marzo 1875 - 20 gennaio 1888 deceduto)
- Giovanni Previtera † (1º giugno 1888 - 14 febbraio 1903 deceduto)
- Francesco Maria Traina † (22 giugno 1903 - 17 novembre 1911 deceduto)
- Ferdinando Fiandaca † (10 aprile 1912 - 1º agosto 1930 dimesso[20])
- Antonio Mantiero † (26 settembre 1931 - 24 agosto 1936 nominato vescovo di Treviso)
- Angelo Ficarra † (12 ottobre 1936 - 2 agosto 1957 dimesso[21])
- Giuseppe Pullano † (2 agosto 1957 succeduto - 30 novembre 1977 deceduto)
- Carmelo Ferraro (30 marzo 1978 - 3 novembre 1988 nominato vescovo di Agrigento)
- Ignazio Zambito (12 maggio 1989 - 1º febbraio 2017 ritirato)
- Guglielmo Giombanco, dal 1º febbraio 2017

## Statistiche
La diocesi nel 2023 su una popolazione di 166.270 persone contava 161.170 battezzati, corrispondenti al 96,9% del totale.
| anno | popolazione | popolazione | popolazione | presbiteri | presbiteri | presbiteri | presbiteri                | diaconi | religiosi | religiosi | parrocchie |
| anno | battezzati  | totale      | %           | numero     | secolari   | regolari   | battezzati per presbitero | diaconi | uomini    | donne     | parrocchie |
| ---- | ----------- | ----------- | ----------- | ---------- | ---------- | ---------- | ------------------------- | ------- | --------- | --------- | ---------- |
| 1950 | 217.850     | 218.000     | 99,9        | 207        | 183        | 24         | 1.052                     |         | 31        | 142       | 71         |
| 1970 | 200.000     | 200.000     | 100,0       | 170        | 147        | 23         | 1.176                     |         | 28        | 203       | 82         |
| 1980 | 166.900     | 168.600     | 99,0        | 159        | 145        | 14         | 1.049                     |         | 17        | 154       | 83         |
| 1990 | 169.500     | 171.600     | 98,8        | 142        | 131        | 11         | 1.193                     |         | 14        | 123       | 84         |
| 1999 | 160.000     | 164.000     | 97,6        | 134        | 127        | 7          | 1.194                     | 1       | 16        | 138       | 84         |
| 2000 | 160.000     | 164.000     | 97,6        | 134        | 127        | 7          | 1.194                     |         | 7         | 130       | 84         |
| 2001 | 160.000     | 164.000     | 97,6        | 132        | 125        | 7          | 1.212                     |         | 7         | 135       | 84         |
| 2002 | 160.000     | 164.000     | 97,6        | 129        | 125        | 4          | 1.240                     |         | 4         | 134       | 84         |
| 2003 | 160.000     | 164.000     | 97,6        | 126        | 122        | 4          | 1.269                     |         | 7         | 137       | 84         |
| 2004 | 160.000     | 164.000     | 97,6        | 120        | 116        | 4          | 1.333                     |         | 7         | 136       | 84         |
| 2013 | 161.400     | 166.400     | 97,0        | 113        | 113        |            | 1.428                     |         |           | 120       | 84         |
| 2016 | 164.700     | 169.800     | 97,0        | 106        | 106        |            | 1.553                     |         |           | 87        | 84         |
| 2019 | 163.760     | 168.900     | 97,0        | 106        | 106        |            | 1.544                     |         |           | 82        | 84         |
| 2021 | 163.140     | 168.260     | 97,0        | 107        | 107        |            | 1.524                     |         |           | 73        | 84         |
| 2023 | 161.170     | 166.270     | 96,9        | 105        | 105        |            | 1.534                     |         |           | 65        | 84         |